# ديانة مكة في الجاهلية
ديانة مكة في الجاهلية ؛ كتاب الحمس والطلس والحلة هو مؤلف للكاتب والشاعر و الباحث الفلسطيني زكريا محمد. يأتي هذا المؤلَّف في إطار استكمال بحوثه السابقة في مجال الدراسات الدينية العربية ما قبل الإسلام، متوِّجا سلسلةً من الدراسات المتخصصة التي تناولت بالتحليل والاستقصاء معالم التجربة الدينية في مكة الجاهلية. فبعد الكتاب الأول و هو: "عبادة إيزيس وأزويريس في مكة الجاهلية" الذي ركَّز على الأسس النظرية والتاريخية للديانة، والكتاب الثاني:"ذات النحيين الأمثال الجاهلية بين الطقس والأسطورة" الذي اشتغل على الأمثال الجاهلية كمدخل معرفي، و يسعى هذا الكتاب إلى دراسة ديانة مكة من خلال تحليل بنيتها الطائفية المتمثلة في الطوائف الدينية الثلاث: الحمس، والطلس، والحلة.ويتكون الكتاب من ثلاثين فصلا و هو صادر عن دار الاهلية بعمان في الأردن سنة 2012.

## ملخص الكتاب
يميز المؤلف في القرآن الكريم بين نوعين من السرد: "سرد واقعي و سرد تقاليد"، ويبين أن العرب انقسموا في جزيرتهم، قبل الإسلام، إلى مذاهب ثلاثة رئيسية: الحمس الطلس، الحلة وهذه الطوائف الثلاث: هم عبدة الثالوث المكّي (اللات، العزى، مناة) وبالترتيب ذاته، يعني: الحمس هم عبدة اللات، والطلس عبدة العزى، والحلة عبدة مناة.
حيث كانت حمس هي شرعة قريش وكانت الحلة دين خزاعة قبل الاسلام ،رغم أن قريش لن تكن كلها حمس . ثم الطلس و هي ديانة سائر أهل اليمن و أهل حضرموت وعك و عجيب و إياد بن نزار.
كانت لكل من هذه الطوائف طقوسها وعاداتها الدينية و هو ما فصله الكاتب بتفصيل في الكتاب

من بين التقاليد الغريبة التي بسطها المؤلف مسألة الطواف عراة وهو ما كان يحدث زمن قبل الاسلام و كانوا من فئة الحلة يقول الكاتب: 
"وكي لا يضطر أشراف الحلة إلى الطواف عراة، فقد كان على كل واحد منهم أن يتفق مع حمسي يعيره ثيابا ليطوف بها. هذا الحمسي يسمى الحرمي: (وكان لكل رجل من الحلة حرمي من الحمس يأخذ ثيابه. فمن لم يجد ثوبا طاف عريانا) (ابن حبيب، المحبر).
كانوا يقولون لا نطوف بالبيت في ثياب قد أذنبنا فيها.كما يروي المؤلف قصة نزار وأبنائه الأربعة واحدة من أشهر القصص العربية وأولاده هم مضر وإيادا وربيعة وأنمارا. وهي أسطورة دينية في تقدير الكاتب .
"فأعطى مضر ناقته الحمراء وما أشبهها من الحمرة، فسمي مضر الحمراء. وأعطى ربيعة الفرس وما أشبهها، فسمي ربيعة الفرس. وأعطى إيادا غنمه وعصاه، وكانت الغنم برقاء، فسمي إياد البرقاء، ويقال أياد العصا. وأعطى أنمارا جارية له تسمى بجيلة فسمي بها".
يرى المؤلف ان الأولاد الأربعة هم ممثلو الفصول الأربعة. فالصريحان هما الصيف والشتاء، أما إياد وأنمار فهما الربيع والخريف. أي أن قصة أولاد نزار تتحدث عن انقسام القبائل العربية بين الآلهة الثلاثة (اللات والعزى ومناة) فاللات والعزى هما الصيف والشتاء، والعزى هي ممثلة الاعتدالين الربيعي والخريفي.
كما دافع الكاتب عن أطروحة مفادها ان ديانة مكة قبل الاسلام كانت ديانة منظمة وذات نسق، و تملك أساسها العقلاني والفلسفي وليست فوضى آلهة وأصنام، كما تبدت الغالبية الباحثين حتى الآن، وأن ليس ثمة ديانة جاهلية من دون هذه الطوائف.

## نقد الكتاب
يصرح الكاتب أن لا أحد كتب قبله حول هذه الطوائف الثلاث سوى الطائفة المعروفة عندنا هي الحمس، و هذا الكتاب غيّر المدخل إلى ديانة العرب قبل الإسلام. وهو في مجمله محاولة جادة لقراءة فترة زمنيةمهمة كانت الرحم الذي خرج منه الإسلام، حيث وضع الأساس لفهم مختلف لبداياته.بعدما أثّرث تدخلات الباحثين الغربيين في أمر ديانة العرب قبل الإسلام ، مما زاد الامور غموضا. فقد قرئت ديانة الجاهلية، بل والإسلام معها، على ضوء الديانة اليهودية، وأحيانا على ضوء الديانة اليونانية وأساطيرها.لذلك يعد الحديث عن الطوائف الثلاث و بيان تأثيرها و طقوسها بحثا مساعدا في فهم ديانات ما قبل الاسلام في شبة الجزيرة العربية.

## اقتباسات
يجب أن نكف عن التذمر مما يصنعه الباحثون الغربيون وأن نكف عن (فضح) دوافعهم غير البريئة. لقد انتهت ضرورة مثل هذا الجهد، وأصبح تكراره ممثلا ما نحن بحاجة إليه هو معرفة تتجاوز معرفة هؤلاء الباحثين.